# La Pêche aux thons
Cet article concerne le tableau de Dalí. Pour le plat belge, voir Pêche au thon. Pour les techniques de pêche au thon, voir Thon#Les techniques de pêche.
La Pêche aux thons est une huile sur toile de grand format peinte par Salvador Dalí en 1966-1967. La toile sous-titrée hommage à Meissonier est considérée comme l'un des derniers chefs-d’œuvre du peintre catalan et achève une série de toiles de grands formats commencée en 1958 avec la Bataille de Tétouan. Elle fut acquise en 1968 par la fondation Paul-Ricard qui l'expose.

## Description
Salvador Dalí termina avec cette œuvre une série de toiles historiques de grandes dimensions peintes à raison d'une par année et incluant la Bataille de Tétouan et la Gare de Perpignan. L’œuvre est dédiée à Meissonier. Comme pour la Bataille de Tétouan, Dali reprend une thématique classique de ce peintre du XIXe siècle : les scènes de batailles mouvementées. 
Il représente ici une lutte violente de pêcheurs avec un  thon. Le paysage du Cap de Creus se devine à peine dans l'agitation de ce corps à corps.
Dalí mélange ici de nombreuses techniques, soulignant une maîtrise technique sans faille après 40 ans d'expérience : surréalisme, pointillisme, Action Painting, Tachisme, Pop Art et Op Art se retrouvent dans cette toile. Il en ajouta une de sa propre invention, la projection de peinture avec une arquebuse, qu'il nomma boultisme.

## Histoire de la toile
La toile fut achetée à la fin des années 1960 par Paul Ricard pour sa fondation après une visite à Port Lligat où le peintre réalisait cette toile. Elle fut volée,et disparut durant une décennie avant d'être retrouvée en mauvais état : elle avait été coupée et roulée et nécessita plusieurs années de restauration.

## Ouvrage sur le sujet
- Jean-Luc Pouliquen, Dali, son mécène et le président, CIPP, 2016, (ISBN 978-1540869593)[1].